# آلدو سیلوانی
آلدو سیلوانی (انگلیسی: Aldo Silvani؛ ۲۱ ژانویهٔ ۱۸۹۱ – ۱۱ دسامبر ۱۹۶۴) یک هنرپیشه اهل ایتالیا بود. 
از فیلم‌ها یا برنامه‌های تلویزیونی که وی در آن نقش داشته است می‌توان به به‌خاطر تو مرتکب گناه شده‌ام، جاده، شب‌های کابیریا، بن هور، صومعه پارم، سدوم و گموراه، فابیولا، تمپست، دره پادشاهان، شیطان را بران، مؤسسه ریکوردی، ترزا، فورتونلا، فردا هم روز خداست، سه آرزو، شام دلقک و ترانه بهار اشاره کرد.